# Pleroneura coniferarum
Pleroneura coniferarum is een vliesvleugelig insect uit de familie van de Xyelidae. De wetenschappelijke naam van de soort is voor het eerst geldig gepubliceerd in 1837 door Hartig.